# 佐米革命军
佐米革命军是伴随着印度曼尼普尔邦楚拉昌普縣的派蒂人与钦族人之间增加的种族紧张局势而于1997年组建的反叛武装。它的上层组织——佐米革命组织则成立于1993年4月。
佐米革命军所宣称的目标是“维护派蒂人社区的利益”与“将派蒂人团结于一个国家——佐甘之下”。“佐甘”文化区的地理范围包括印度的曼尼普尔邦和米佐拉姆邦、缅甸的钦邦、孟加拉国的吉大港丘陵地带在内的大片区域。
该武装通过向活动区域的当地人收取保护费以维持军队开支。 为了换取这笔费用，佐米革命军声称他们保护当地人免遭敌对组织枪杀、绑架或抢劫。2004年6月，根据当地媒体报道，佐米革命军指责米佐拉姆邦的米佐民族阵线（MNF）行政部门为维护其在恰姆派的候选人的利益而只部分支付了佐米革命军干部代表的竞选活动。 米佐拉姆邦一名突出的反对派领导人Lal Thanhawla在2004年6月12日声称，佐米民族阵线拖欠了佐米革命军的“服务费”，因佐米民族阵线未能付清欠款，佐米革命军将向米佐拉姆邦的居民征收费用。

## 歷史
2005年8月9日，佐米革命军发表声明表示已经与印度政府达成停火协议，但该协议自8月1日起只持续了六个月。据说，在停火期间，佐米革命军依旧对印度安全部队采取了敌对行动。
2005年6月9日，佐米革命军伏击了楚拉昌普縣的一辆载有佐米革命阵线（ZRF）武装分子的卡车，造成3名佐米革命阵线成员和1名平民丧生。这次袭击是对佐米革命阵线背叛佐米革命军的报复。
2005年9月20日，佐米革命军叛乱分子与属于佐米革命阵线的其他叛乱分子发生了冲突，造成6人死亡； 一名佐米革命军的积极分子也受伤。
2006年8月20日，印度安全部队在佐米革命军的据点楚拉昌普县Vengnuam区向一群礼拜者开火，造成了2名平民死亡，4名平民受伤，事件的起因是安全部队误以为革命军的成员会在现场出现。
2010年1月15日，2名佐米革命军叛乱分子在与隶属曼尼普尔人民解放军的武装派系革命人民阵线的冲突中丧生。